# Дауен Сун
Сун Дауен (на китайски: 孫大文 – фамилното име Сун по китайска традиция се пише отпред), известен на Запад като Дауен Сун или Да-Уен Сун (на английски: Da-Wen Sun) е китайски (по произход) и ирландски учен в областта на хранителната промишленост, професор по хранителни технологии в Университетския колеж в Дъблин (Национален университет на Ирландия), член на Ирландската кралска академия и на още 5 академии на науките по света.

## Биография
Получава първокласно образование в Китай – степени бакалавър (с отличие), магистър и доктор в областта на хранителните технологии. Става първия китаец, приет на постоянна работа в ирландски университет (1995), като бързо израства в Университетския колеж в Дъблин, заемайки последователно длъжностите преподавател, старши преподавател, доцент и професор. Понастоящем е директор на Изследователски център по хладилна обработка на храни и компютризирани хранителни технологии.
Професор Сун е международно признат експерт в изследванията и образованието по хранителни технологии, хранителната верига и оборудването за производство, съхранение и дистрибуция на храни. Основните направления на неговите научни изследвания са охлаждане, замразяване, сушене, хладилни технологични процеси и системи, качество и безопасност на хранителните продукти, моделиране и оптимизация на биопроцеси и системи за компютърно наблюдение.
Особено популярни са иновативните му изследвания по вакуумно охлаждане на месо, инспекция на качеството на храни чрез системи за компютърно наблюдение, ядливи опаковки за продължително съхраняване на плодове и зеленчуци и т.н., които са широко представени в национални и международни научни издания и медии. Резултатите от неговите разработки са представени в над 180 статии в списания и над 200 доклади на конференции и конгреси по целия свят.

## Отличия и членство в международни организации
- 2018 г. – пълен член (академик) на Международната хладилна академия
- 2018 г. – почетен доктор на Университета Привада дел Норте (UPN), Перу
- 2017 г. – чуждестранен член на Полската академия на науките
- 2016 г. – член на Международната академия по аграрно и биосистемно инженерство (iAABE)
- 2012 г. – член на Международната академия по хранителна наука и технологии
- 2011 г. – член на Academia Europaea
- 2010 г. – член на Ирландската кралска академия
- 2010 г. – награда на Международната комисия по селскостопанско и биосистемно инженерство (CIGR)
- 2009 г. – член на Ирландското дружество на инженерите (Engineers Ireland)
- 2008 г. – награда на Международната комисия по селскостопанско инженерство (CIGR)
- 2007 г. – награда на Асоциацията на учените и технолозите по хранителни продукти на Индия (AFST)
- 2006 г. – награда на Международната комисия по селскостопански технологии (CIGR)
- 2004/2005 г. – награда на президента на Университетския колеж на Дъблин
- 2004 г. – звание „Инженер на годината по хранителни технологии“, Институт на инженерите на Великобритания
- 2000/2001 г. – награда на президента на Университетския колеж на Дъблин
- 2000 г. – награда на Международната комисия по селскостопански технологии (CIGR)
- от 2000 г. – включен в „Кой кой е в науката и технологиите“
- от 1999 г. – включен в „Кой кой е в света“